# Yeni Uluxanlı
Yeni Uluxanlı è un comune dell'Azerbaigian situato nel distretto di Salyan. Conta una popolazione di 1 060 abitanti.